# Topornica (Lipsko)
Topornica – część wsi Lipsko w Polsce, położona w województwie lubelskim, w powiecie zamojskim, w gminie Zamość.
W latach 1975–1998 Topornica administracyjnie należała do województwa zamojskiego.
Wierni Kościoła rzymskokatolickiego należą do parafii św. Jana Chrzciciela w Lipsku.

## Historia
Prywatna wieś szlachecka położona była na przełomie XVI i XVII wieku w ziemi chełmskiej województwa ruskiego.  Topornica w wieku XIX folwark nad rzeką tej samej nazwy w powiecie zamojskim, gminie i parafii Zamość w odległości 9 wiorst od Zamościa położony. Należał do dóbr w kluczu Horyszów ordynacji Zamoyskich. W roku 1827 było tu 8 domów i 17 mieszkańców.